# St. Bartholomäus (Themar)

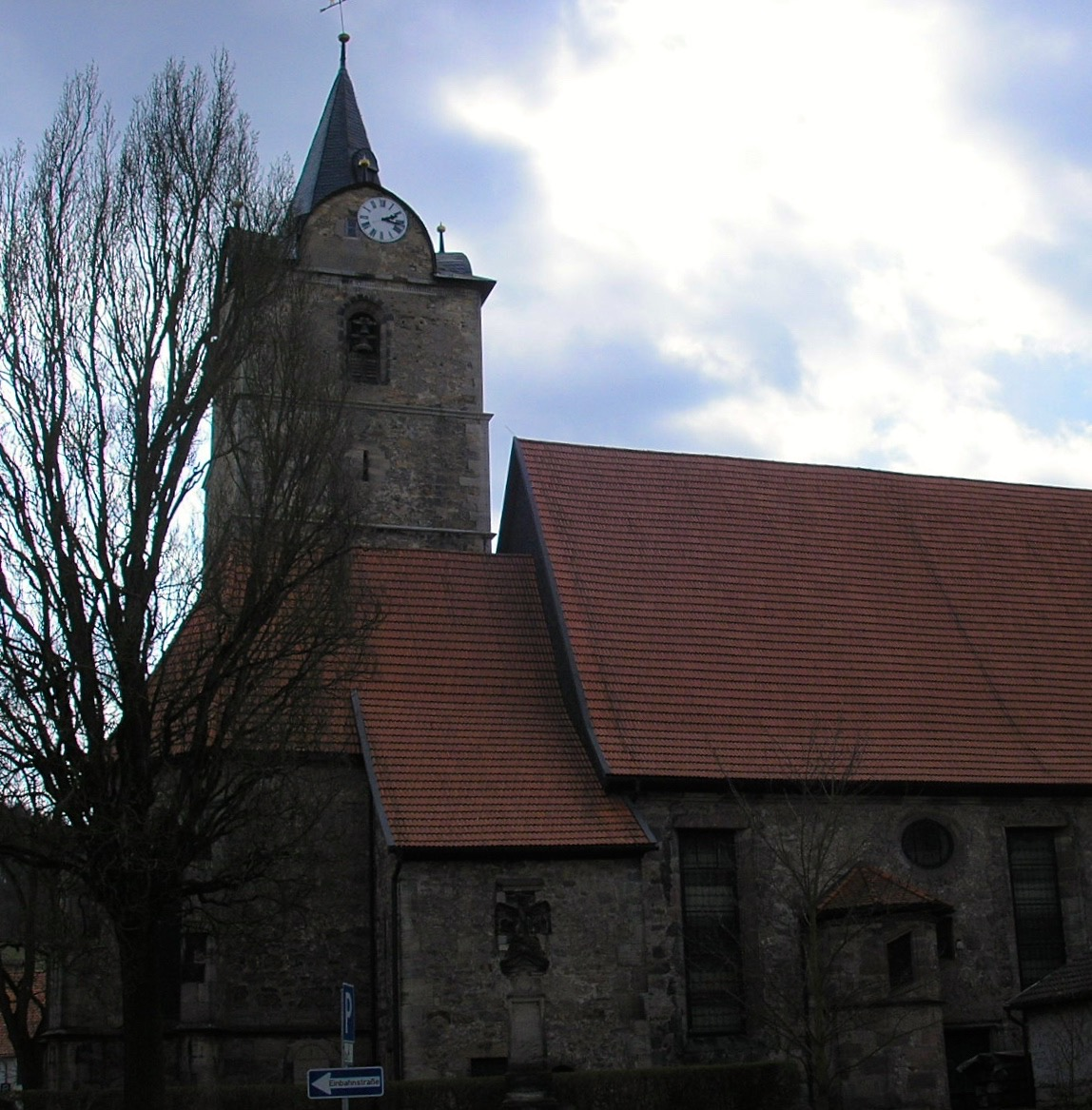
St.-Bartholomäus-Kirche

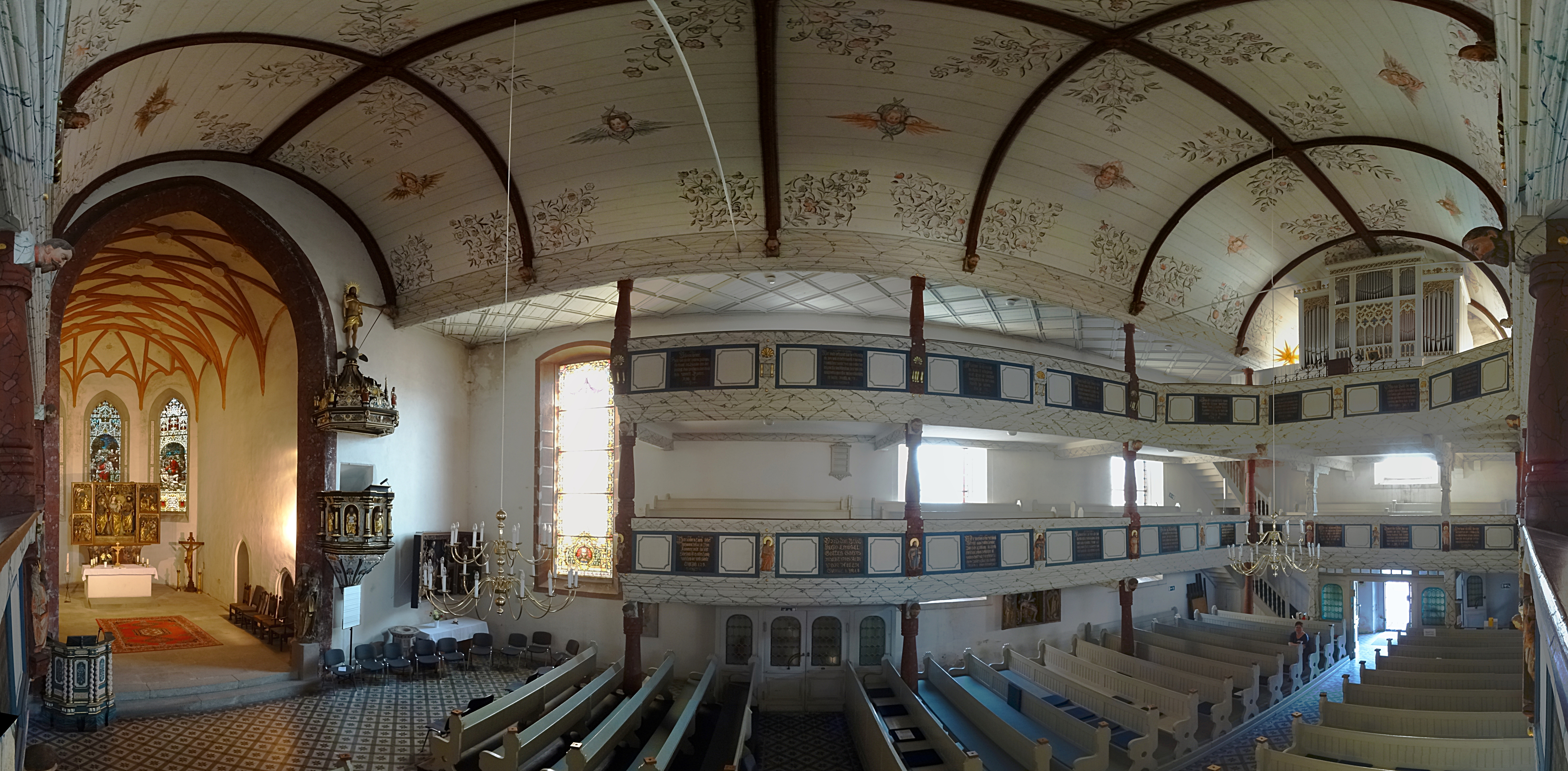
Bartholomäus-Kirche Innenraum-Panorama

St. Bartholomäus ist die denkmalgeschützte Kirche der evangelisch-lutherischen Kirchengemeinde der thüringischen Stadt Themar.
Die Stadtkirche Themar ist dem Heiligen Bartholomäus geweiht. Sie gehört zu den am reichsten ausgestatteten Kirchen des oberen Werratals. Sie ist eines der wenigen Gebäude der seit 796 geschichtlich nachweisbaren kleinen Stadt an der Werra, die alle Stürme der Zeit überdauerten. Die Oberkirche am oberen Tor und die Unterkirche an der Werra waren die ersten Gotteshäuser im Ort. Von der romanischen Unterkirche sind noch Reste in der Sakristei und den darüber liegenden beiden unteren Etagen des Kirchturms erhalten.

## Geschichte
Papst Sixtus IV. erteilte nach Vermittlung der Gräfin Margaretha von Henneberg am 14. Mai 1484 die Genehmigung zum Neubau der Kirche. Am 3. Mai 1488 legte der Chorherr des Prämonstratenserklosters Veßra und Pfarrer von Themar Antonius König den Grundstein zum Bau der heutigen Kirche. 1502 war die spätgotische Hallenkirche mitsamt ihrem Chor vollendet.
Die Reformation wurde in Themar am 5. Oktober 1544 durch den Grafen Ernst von Henneberg eingeführt. Danach erhielt die Kirche mehrere kleinere Schnitzaltäre aus anderen Kirchen. In den folgenden Jahrzehnten wurde sie immer wieder umgebaut. Seit 1541 wurden das Tonnengewölbe und die Doppelemporen eingebaut, deren tragende Balken mit einzigartigen Bartmannsköpfen versehen wurden. Ähnliche Köpfe findet man auch in den bei Meiningen gelegenen Kirchen in Rohr und Herpf. Außerdem wurden die Emporen an den Säulenteilen mit Reliefdarstellungen von Heiligen und Aposteln, zum Teil von älteren gotischen Altarwerken stammend, verziert. Ebenfalls sind an den Emporen Bibelsprüche angebracht, z. B. genau gegenüber der Kanzel der Spruch: Römer 10,16.17 : „Jesaja spricht: ‚Herr, wer glaubt unserm Predigen?‘ So kommt der Glaube aus der Predigt, das Predigen aber durch das Wort Christi“.

## Ausstattung

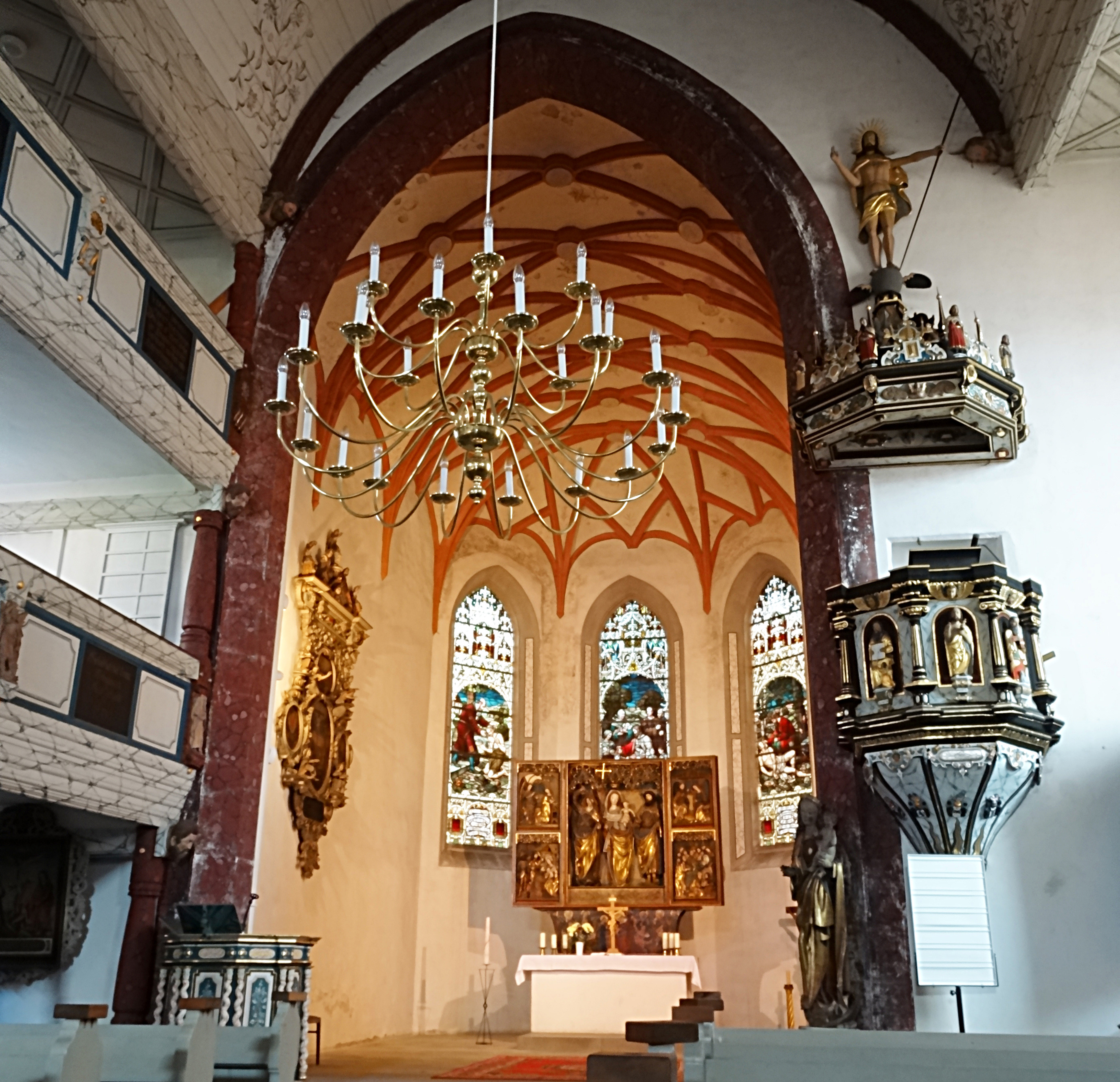
Chor der Bartholomäus-Kirche

### Marienaltar
Im Chorraum befindet sich der Marienaltar, der vom Bamberger Meister Hans Nußbaum um das Jahr 1510 geschaffen wurde. Das Mittelfeld des Altars zeigt Maria mit dem Christuskind, zu ihren Seiten stehend den Erzengel Michael, der mit seiner Lanze den Drachen tötet, den Heiligen Bartholomäus, der Schutzpatron der Kirche und der alten Tuchmacher-, Gerber- und Flößerstadt Themar. Auf den Seitenflügeln des Altars befinden sich Stationen aus dem Leben der Maria: Ankündigung der Geburt Jesu, Geburt des Herrn, Anbetung der drei Weisen, Beweinung der Maria durch die Apostel. Die Rückseiten der Seitenflügel zeigen auf Tafelgemälden weibliche Heilige: Barbara, Dorothea, Margaretha, Katharina. Auf der Predella ist die Heilige Sippe zu sehen. Neben seinem künstlerischen Wert hat der Marienaltar auch große Bedeutung für die Ortsgeschichte: Er bewahrte die Stadtkirche im Dreißigjährigen Krieg vor der Einäscherung. Nach der Niederlage der Schweden 1634 in der Schlacht bei Nördlingen brandschatzte der „Befehlshaber aller Kroaten“, der Reitergeneral Johann Ludwig Hektor von Isolani, das Land der Thüringer Fürsten. Am Gallustag 1634 (16. Oktober) ging Themar (am gleichen Tag auch Suhl) nach der Plünderung durch die Kroaten auf Befehl Isolanis in Flammen auf. Auch in die Stadtkirche wurde die Brandfackel getragen, aber ein frommer italienischer Offizier gab im Anblick des Marienaltars den Befehl, den in der Kirche entstehenden Brand zu löschen.
Weitere Schnitzwerke und Kunstschätze sind: Der Apostelschrein, der wegen der ausdrucksvoll ausgearbeiteten Nase-Mund-Partien der Figuren im Volksmund „Nasenaltar“ genannt wird, aus der Zeit von 1500 (Rückseiten der Seitenflügel: Tafelgemälde Apostelabschied), der Wallfahrtsaltar an der Nordwand (Rückseiten der Seitenflügel „Hühnchenlegende“ von Santo Domingo de la Calzada) und der Pietà-Altar an der Südwand des Kirchenschiffes, sowie eine hochgotische Mondsichelmadonna (nach Offenbarung 12,1 ), ein im Chorraum befindliches Epitaph im Renaissancestil.
Erwähnenswert sind weiter eine erst 1935 freigelegte Freskenmalerei, die Heilige Katharina darstellend, die von 1644 stammende Kanzel mit reichverziertem Schalldeckel und Kanzelkorb, der ebenfalls aus der Mitte des 17. Jahrhunderts stammende Epistelstuhl und einige Gemälde.
Um 1900 sind die bunten Glasfenster im Chorraum gestiftet worden, sie zeigen biblische Szenen: der Verlorene Sohn, die Kindersegnung, der Barmherzige Samariter.
1972 wurde das Innere der Stadtkirche St. Bartholomäus renoviert.

### Orgel

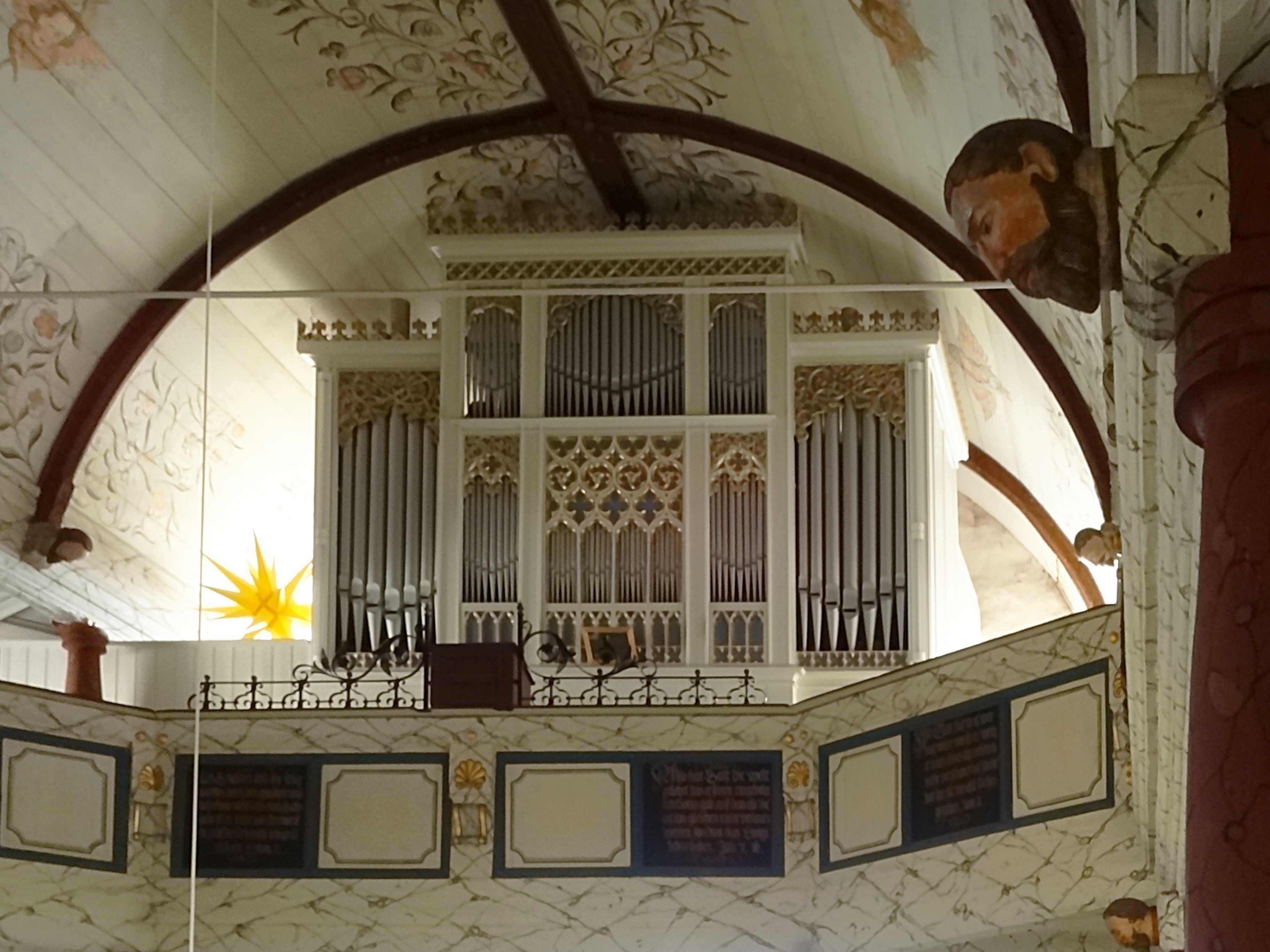
Emporen-Balken mit Bartmannsköpfen und Orgel von 1851

Die Orgel der Stadtkirche von 1851/52 wurde nach neueren Erkenntnissen nicht von Orgelbaumeister Johann Michael Holland errichtet, sondern von dem ebenfalls in Schmiedefeld am Rennsteig ansässigen Orgelbauer Michael Schmidt. Von der 1629 erbauten Weise-Orgel wurden drei Pedalregister übernommen. 1866 wurde das Instrument von Friedrich Wilhelm Holland auf die zweite erweiterte Westempore umgesetzt. In den Jahren 1999/2000 wurde es durch die Firma Rösel & Hercher Orgelbau grundlegend erneuert und saniert.
Von 1668 bis 1684 wirkte Georg Christoph Bach, der älteste Onkel Johann Sebastian Bachs, als Kantor an der Stadtkirche und als Lehrer an der Themaraner Lateinschule. Er wurde 1684 nach Schweinfurt berufen und wurde der Stammvater der „Schweinfurter Bache“.

## Turm
Vom Kirchturm im Renaissancestil erklingt ein Dreiergeläut. Die älteste Glocke wurde 1488, eine andere 1507 gegossen. Die 1520 gegossene Bartholomäus-Glocke musste 1942 abgeliefert werden. Dafür wurde 1955 eine Stahlglocke eingebaut.
Auf dem Kirchturm wohnte bis Mitte der 1950er Jahre die Türmerfamilie Rust. Es sind dort immer noch die drei Stuben und die Seilwinde zu sehen, mit der Lebensmittel, Wasser und Kohlen außen am Kirchturm in die Türmerwohnung gezogen wurden.